# Hanhikivi kärnkraftverk

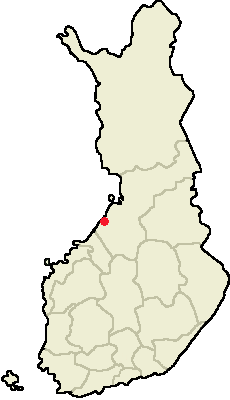
Pyhäjoki i Finland, där Fennovoima vill bygga ett kärnkraftverk med driftstart 2028.

Hanhikivi var ett planerat finskt kärnkraftverk i Pyhäjoki i Norra Österbotten. Den föreslagna placeringen var på halvön Hanhikivi, därav namnet. Företaget som ville bygga och driva kärnkraftverket är Fennovoima och dess två ägare, Voimaosakeyhtiö SF och RAOS Voima. Dock fanns även ett ryskt intresse i projektet genom  Rosatom som föreslagen minoritetsdelägare samt att de även skulle stå för byggnation och bränsleleverans. Verket skulle komma att drivas av ett finskt bolag med finsk ägarmajoritet. I januari 2009 lämnade Fennovoima in en ansökan om ett principbeslut gällande kärnkraftverket, något som godkändes av Finlands regering i maj 2010.

## Debatt och kritik
Miljörörelsen i Sverige och Finland är emot kärnkraft överlag, och så även detta planerade kärnkraftverk.[källa behövs] I Sverige har bland annat Naturskyddsföreningen och Nätverket Ett kärnkraftfritt Bottenviken arrangerat föreläsningar och demonstrationer. Flera kommuner i Norrbottens och Västerbottens län har lämnat formella protester. Kärnkraftverket och de risker som kritikerna framhåller har diskuterats såväl i Sveriges som i Finlands riksdag.[källa behövs] Främst är det Vänsterpartiet, Miljöpartiet och Centerpartiet som uttryckt kritik och farhågor. I Finland gick Gröna förbundet ur regeringen 2014 som protest mot att projektet fortskred. Skälen var både motstånd mot ny kärnkraft överlag och den ryska inblandningen i projektet.

## Avbrytande av projektet
Som ett resultat av Rysslands invasion av Ukraina 2022, har den finska regeringen deklarerat att en snabb omställning från beroende av rysk energiproduktion är önskvärd, och att projektet inte bör fortsätta. Finlands näringsminister, Mika Lintilä, har uttalat att han inte kommer ge tillstånd för kärnkraftverket. 2 maj 2022 bekräftade ägaren Fennovoima att man har sagt upp avtalet med ryska Rosatom.